# Équipe de France masculine de handball au Championnat du monde 2017

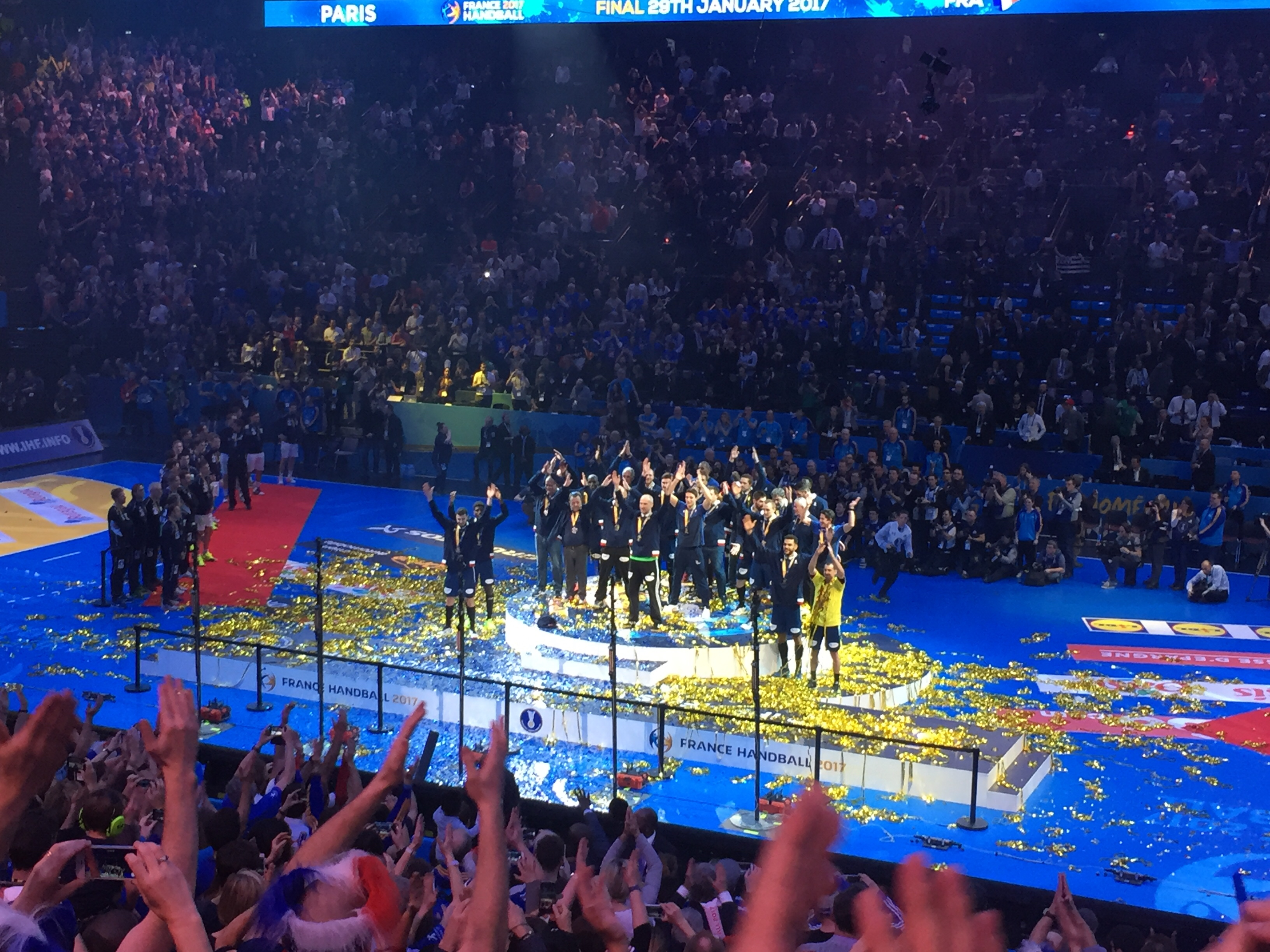
Les Bleus célèbrent leur sixième titre de champion du monde avec leur public.

Cet article relate le parcours de l'Équipe de France masculine de handball lors du Championnat du monde 2017 organisé en France du 11 au 29 janvier 2017. Il s'agit de la 21e participation de la France aux Championnats du monde qui remet en jeu son titre acquis au Qatar en 2015.
Les « Experts » commencent leur tournoi par deux larges victoires contre le Brésil (31-16) et le Japon (31-19) mais perdent Luka Karabatic sur blessure. Sur leur lancée, les Bleus battent ensuite la Norvège (31-28) et la Russie (35-24) au terme de matchs accomplis pour s'adjuger la première place de leur groupe. 
En huitième de finale, les Experts éliminent l'Islande 31 à 25 malgré un début de match en demi-teinte ponctué par un seul but d'avance à la mi-temps. En quart de finale, les Bleus se qualifient aux dépens de la Suède sur le score de 33 à 30 dans un match serré au cours duquel les Suédois ont pris les commandes plusieurs fois, menant notamment d'un but à la mi-temps. À l'occasion de ces deux rencontres disputées dans le Stade Pierre-Mauroy de Villeneuve-d'Ascq, le record mondial de spectateurs pour un match international de handball est à chaque fois battu avec plus de 28.000 personnes dans les gradins. 
En demi-finale, de retour dans l'AccorHotels Arena de Paris, la France bat la Slovénie 31 à 25 et se qualifie pour la finale de son Championnat du monde. En finale le dimanche 29 janvier à Paris face à la Norvège qui avait intégré la compétition grâce à une wild card, après une première mi-temps difficile où ils courent après le score (13-16 à la 25e minute), les Experts se détachent en deuxième période pour s'imposer sur le score final de 33 à 26.
L'équipe de France remporte ainsi son sixième titre mondial et sa onzième victoire internationale sur une période de vingt-deux ans,
cette fois sous la houlette du duo d'entraîneurs Didier Dinart et Guillaume Gille, devenus doubles champions du monde sur le terrain et sur le banc.
Nikola Karabatic est désigné meilleur joueur du tournoi, tandis que Nedim Remili et le gardien Vincent Gérard font partie de l'équipe-type de la compétition.

## Qualification
L'équipe de France a obtenu sa qualification en tant que pays hôte.

## Matchs de préparation
Après un premier stage à Capbreton (26-30 décembre), la préparation de l'équipe de France s'est effectué en 4 phases : Toulouse (2-7 janvier) pour un deuxième stage, Montpellier (7-9 janvier) puis Paris (9-10 janvier) avant le match d'ouverture à Bercy contre le Brésil le 11 janvier.
Dans le cadre de ce rassemblement, l'équipe de France a disputé deux matchs de préparation face à la Slovénie, à Toulouse le 6 janvier puis à Montpellier le 8 janvier :
| Équipe 1 | Résultat | Équipe 2 |
| -------- | -------- | -------- |
| France   | 29-27    | Slovénie |
| France   | 33-26    | Slovénie |

## Effectif
Une liste de 16 joueurs plus un remplaçant (Yanis Lenne) a été établie le 10 janvier 2017. Blessé lors du deuxième match, Luka Karabatic est remplacé par Dika Mem :
Parmi les absents, Kévynn Nyokas, l'arrière droit du VfL Gummersbach et Mathieu Grébille, l'arrière gauche du Montpellier Handball, ont déclaré forfait sur blessure. À court de temps de jeu depuis son retour de blessure, Xavier Barachet, l'arrière droit du Paris Saint-Germain, n'a pas participé à la phase de préparation. Cyril Dumoulin, le gardien de but du HBC Nantes, Benoît Kounkoud, l'ailier droit du Paris Saint-Germain et Nicolas Claire, le demi-centre du HBC Nantes, ont participé à la phase de préparation mais n'ont finalement pas été retenus par le staff de l'équipe de France.

## Phase préliminaire

### Classement
Les matchs du groupe A se déroulent au Hall XXL du Parc des expositions de la Beaujoire de Nantes, mis à part le match d'ouverture entre la France et le Brésil, programmé à l'AccorHotels Arena de Paris.
|   | Équipe      | Pts | J | G | N | P | Bp  | Bc  | Diff |
| - | ----------- | --- | - | - | - | - | --- | --- | ---- |
| 1 | France H, T | 10  | 5 | 5 | 0 | 0 | 154 | 112 | 42   |
| 2 | Norvège     | 8   | 5 | 4 | 0 | 1 | 155 | 124 | 31   |
| 3 | Russie      | 6   | 5 | 3 | 0 | 2 | 139 | 136 | 3    |
| 4 | Brésil      | 4   | 5 | 2 | 0 | 3 | 121 | 146 | -25  |
| 5 | Pologne     | 2   | 5 | 1 | 0 | 4 | 115 | 125 | -10  |
| 6 | Japon       | 0   | 5 | 0 | 0 | 5 | 120 | 161 | -41  |

| Date              | France | Score   | Adversaire |
| ----------------- | ------ | ------- | ---------- |
| 11 janvier, 20h45 | France | 31 – 16 | Brésil     |
| 13 janvier, 17h45 | France | 31 – 19 | Japon      |
| 15 janvier, 17h45 | France | 31 – 28 | Norvège    |
| 17 janvier, 20h45 | France | 35 – 24 | Russie     |
| 19 janvier, 17h45 | France | 26 – 25 | Pologne    |

### Victoire face au Brésil
| 11 janvier 2017 20h45 | France            | 31 - 16  | Brésil        | AccorHotels Arena, Paris Affluence : 15 609 Arbitrage : Lah, Sok |
| 11 janvier 2017 20h45 | Valentin Porte 6` | (17 - 7) | José Toledo 5 | AccorHotels Arena, Paris Affluence : 15 609 Arbitrage : Lah, Sok |
| 11 janvier 2017 20h45 | ×2 ×4             | Rapport  | ×3            | AccorHotels Arena, Paris Affluence : 15 609 Arbitrage : Lah, Sok |

| France                             |    |                   |       |                                        |
|                                    |    |                   |       |                                        |
| Statistiques (arrêts)              |    |                   |       |                                        |
| G                                  | 12 | Vincent Gérard    | 9/19  |                                        |
| G                                  | 16 | Thierry Omeyer    | 14/21 |                                        |
| Statistiques (buts)                |    |                   |       |                                        |
| ARD                                | 5  | Nedim Remili      | 2/5   |                                        |
| ARG                                | 6  | Olivier Nyokas    | 3/4   |                                        |
| ARG                                | 8  | Daniel Narcisse   | 3/4   |                                        |
| G                                  | 12 | Vincent Gérard    | 1/1   |                                        |
| DC                                 | 13 | Nikola Karabatic  | 3/5   | Carton jaune                           |
| ALG                                | 14 | Kentin Mahé       | 0/1   |                                        |
| G                                  | 16 | Thierry Omeyer    | 0/2   |                                        |
| ARG                                | 18 | William Accambray | 1/4   | Suspension                             |
| ALD                                | 19 | Luc Abalo         | 2/3   |                                        |
| P                                  | 20 | Cédric Sorhaindo  | 2/3   | Suspension                             |
| ALG                                | 21 | Michaël Guigou    | 3/3   |                                        |
| P                                  | 22 | Luka Karabatic    | 1/2   | Carton jaune · Suspension · Suspension |
| P                                  | 23 | Ludovic Fabregas  | 1/1   |                                        |
| ARD                                | 27 | Adrien Dipanda    | 3/4   |                                        |
| ALD                                | 28 | Valentin Porte    | 3/4   | Suspension                             |
| Entraîneur : D. Dinart et G. Gille |    |                   |       |                                        |

| France | Statistiques   | Brésil |
| ------ | -------------- | ------ |
| 31/49  | Buts marqués   | 16/52  |
| 63 %   | % réussite     | 31 %   |
| 1/1    | Jets de 7m     | 1/2    |
| 8 min  | Suspensions    | 6 min  |
| 2      | Cartons jaunes | 3      |
| 0      | Cartons rouges | 0      |
| 24/40  | Arrêts         | 13/44  |
| 60 %   | % d'arrêts     | 30 %   |

| Brésil                        |    |                    |       |                           |
|                               |    |                    |       |                           |
| Statistiques (arrêts)         |    |                    |       |                           |
| G                             | 1  | Maik dos Santos    | 10/21 |                           |
| G                             | 89 | César Almeida      | 3/17  |                           |
| Statistiques (buts)           |    |                    |       |                           |
| G                             | 1  | Maik dos Santos    | 1/2   |                           |
| DC                            | 2  | Henrique Teixeira  | 3/7   | Carton jaune · Suspension |
| DC                            | 4  | João Pedro Silva   | 2/7   | Carton jaune              |
| ALG                           | 6  | Guilherme Torriani | 1/4   |                           |
| ALD                           | 9  | Lucas Cândido      | 1/3   |                           |
| ARD                           | 10 | José Toledo        | 5/14  |                           |
| P                             | 17 | Alexandro Pozzer   | -     |                           |
| ALD                           | 19 | Fábio Chiuffa      | 2/4   |                           |
| ARD                           | 26 | Oswaldo Guimarães  | 0/1   |                           |
| ARD                           | 28 | Gabriel Jung       | 0/2   |                           |
| P                             | 31 | Rogerio Moraes     | -     | Suspension · Suspension   |
| ALG                           | 32 | Claryston Novais   | 1/2   |                           |
| ARG                           | 35 | Thiago Ponciano    | 0/1   | Carton jaune              |
| ARG                           | 37 | Haniel Langaro     | 0/5   |                           |
| Entraîneur : Washington Nunes |    |                    |       |                           |

Légèrement blessé lors des matchs de préparation, Timothey N'Guessan est préservé et n'est pas inscrit sur la feuille de match et la France n'aligne que 15 joueurs sur 16 possibles. Côté brésilien, l'arrière gauche Thiagus dos Santos a dû déclarer forfait pour ce match.
Pour ce match d'ouverture de la compétition, la France réalisé un excellent début de match grâce à notamment aux nombreux arrêts de Thierry Omeyer (qui terminera le match à 14 arrêts sur 21 tirs brésiliens, soit 67% d'arrêts) : menant 11-3 à la 19e minute, les Français prennent dix buts d'avance juste avant la mi-temps (17-7) puis seize buts à la 46e minute (26-10) pour terminer le match sur un +15 (31-16). Auteur d'une très bonne seconde mi-temps à 50% d'arrêts, Vincent Gérard est élu meilleur joueur du match.

### Victoire face au Japon
| 13 janvier 2017 17h45 | Japon          | 19 - 31  | France             | Parc des expositions de la Beaujoire - Hall XXL, Nantes Affluence : 10 500 Arbitrage : Brunner, Salah |
| 13 janvier 2017 17h45 | Kento Uegaki 5 | (9 - 17) | Ludovic Fabregas 7 | Parc des expositions de la Beaujoire - Hall XXL, Nantes Affluence : 10 500 Arbitrage : Brunner, Salah |
| 13 janvier 2017 17h45 | ×2             | Rapport  | ×3 ×2              | Parc des expositions de la Beaujoire - Hall XXL, Nantes Affluence : 10 500 Arbitrage : Brunner, Salah |

### Victoire face à la Norvège
| 15 janvier 2017 17h45 | France          | 31 - 28   | Norvège          | Parc des expositions de la Beaujoire - Hall XXL, Nantes Affluence : 10 500 Arbitrage : Kolahdouzan, Mousaviannazhad |
| 15 janvier 2017 17h45 | Trois joueurs 5 | (16 - 12) | Sander Sagosen 7 | Parc des expositions de la Beaujoire - Hall XXL, Nantes Affluence : 10 500 Arbitrage : Kolahdouzan, Mousaviannazhad |
| 15 janvier 2017 17h45 | ×3 ×5 ×1        | Rapport   | ×3 ×7 ×1         | Parc des expositions de la Beaujoire - Hall XXL, Nantes Affluence : 10 500 Arbitrage : Kolahdouzan, Mousaviannazhad |

| France |    |                    |      |                                        |
|        |    | Gardiens :         |      |                                        |
| G      | 12 | Vincent Gérard     | 2/5  |                                        |
| G      | 16 | Thierry Omeyer     | 9/27 |                                        |
|        |    | Joueurs de champ : |      |                                        |
| ARD    | 5  | Nedim Remili       | 5/8  | Suspension · Suspension                |
| ARG    | 6  | Olivier Nyokas     | -    |                                        |
| DC     | 8  | Daniel Narcisse    | -    |                                        |
| DC     | 13 | Nikola Karabatic   | 5/7  | Carton jaune                           |
| ALG    | 14 | Kentin Mahé        | 5/7  |                                        |
| ARG    | 17 | Timothey N'Guessan | 2/4  |                                        |
| ARG    | 18 | William Accambray  | -    |                                        |
| ALD    | 19 | Luc Abalo          | 3/4  | Carton jaune                           |
| P      | 20 | Cédric Sorhaindo   | 4/4  |                                        |
| ALG    | 21 | Michaël Guigou     | 4/7  |                                        |
| P      | 23 | Ludovic Fabregas   | 2/3  | Suspension · Carton rouge              |
| ARD    | 27 | Adrien Dipanda     | -    |                                        |
| ARD    | 28 | Valentin Porte     | 1/1  | Carton jaune · Suspension · Suspension |
|        |    | Entraîneur :       |      |                                        |
|        |    | Didier Dinart      |      |                                        |

| France | Statistiques   | Norvège |
| ------ | -------------- | ------- |
| 31/45  | Buts marqués   | 28/46   |
| 69 %   | % réussite     | 61 %    |
| 4/6    | Jets de 7 m    | 4/6     |
| 10 min | Suspensions    | 14 min  |
| 3      | Cartons jaunes | 3       |
| 1      | Cartons rouges | 1       |
| 11/39  | Arrêts         | 7/38    |
| 28 %   | % d'arrêts     | 18%     |

| Norvège |    |                          |      |                                                                    |
|         |    | Gardiens :               |      |                                                                    |
| G       | 12 | Ole Erevik               | 1/11 |                                                                    |
| G       | 16 | Espen Christensen        | 0/1  |                                                                    |
| G       | 30 | Torbjørn Bergerud        | 6/24 |                                                                    |
|         |    | Joueurs de champ :       |      |                                                                    |
| DC      | 5  | Sander Sagosen           | 7/13 | Suspension                                                         |
| P       | 7  | Joakim Hykkerud          | -    |                                                                    |
| P       | 8  | Bjarte Myrhol            | 4/5  | Carton jaune                                                       |
| ARD     | 15 | Kent Robin Tønnesen      | 4/6  | Suspension                                                         |
| ALG     | 17 | Magnus Jøndal            | 6/7  |                                                                    |
| ALD     | 19 | Kristian Bjørnsen        | 5/8  |                                                                    |
| ALG     | 20 | André Lindboe            | -    |                                                                    |
| P       | 21 | Magnus Gullerud          | 0/1  | Suspension                                                         |
| ARD     | 23 | Magnus Abelvik Rød       | 1/2  |                                                                    |
| DC      | 24 | Christian O'Sullivan     | -    | Carton jaune · Suspension · Suspension · Suspension · Carton rouge |
| ARD     | 25 | Eivind Tangen            | -    |                                                                    |
| ARG     | 26 | Gøran Søgard Johannessen | 1/3  | Suspension                                                         |
| ARG     | 89 | Espen Lie Hansen         | 0/1  | Suspension                                                         |
|         |    | Entraîneur :             |      |                                                                    |
|         |    | Christian Berge          |      |                                                                    |

### Victoire face à la Russie
| 17 janvier 2017 20h45 | Russie              | 24 - 35   | France           | Parc des expositions de la Beaujoire - Hall XXL, Nantes Affluence : 10 500 Arbitrage : Gjeding, Hansen |
| 17 janvier 2017 20h45 | Daniel Chichkarev 6 | (11 - 16) | Adrien Dipanda 8 | Parc des expositions de la Beaujoire - Hall XXL, Nantes Affluence : 10 500 Arbitrage : Gjeding, Hansen |
| 17 janvier 2017 20h45 | ×1 ×3               | Rapport   | ×2               | Parc des expositions de la Beaujoire - Hall XXL, Nantes Affluence : 10 500 Arbitrage : Gjeding, Hansen |

### Victoire face à la Pologne
| 19 janvier 2017 17h45 | France           | 26 - 25   | Pologne                               | Parc des expositions de la Beaujoire - Hall XXL, Nantes Affluence : 10 500 Arbitrage : Brunner, Salah |
| 19 janvier 2017 17h45 | Olivier Nyokas 7 | (13 - 13) | Tomasz Gębala, Przemysław Krajewski 5 | Parc des expositions de la Beaujoire - Hall XXL, Nantes Affluence : 10 500 Arbitrage : Brunner, Salah |
| 19 janvier 2017 17h45 | ×2 ×3            | Rapport   | ×2 ×3                                 | Parc des expositions de la Beaujoire - Hall XXL, Nantes Affluence : 10 500 Arbitrage : Brunner, Salah |

## Phase finale
Premier de sa poule, l'équipe de France obtient ainsi sa qualification et retrouve en huitièmes de finale l'équipe d'Islande, 4e du Groupe B.

### Huitième de finale: victoire face à l'Islande
| 21 janvier 2017 18h00 | France           | 31 - 25   | Islande         | Stade Pierre-Mauroy, Villeneuve-d'Ascq Affluence : 28 010 Arbitrage : Grillo, Lenci |
| 21 janvier 2017 18h00 | Michaël Guigou 6 | (14 - 13) | Rúnar Kárason 7 | Stade Pierre-Mauroy, Villeneuve-d'Ascq Affluence : 28 010 Arbitrage : Grillo, Lenci |
| 21 janvier 2017 18h00 | ×1 ×2            | Rapport   | ×3 ×4           | Stade Pierre-Mauroy, Villeneuve-d'Ascq Affluence : 28 010 Arbitrage : Grillo, Lenci |

| France                             |    |                   |       |                           |
|                                    |    |                   |       |                           |
| Statistiques (arrêts)              |    |                   |       |                           |
| G                                  | 12 | Vincent Gérard    | NR    |                           |
| G                                  | 16 | Thierry Omeyer    | 11/32 |                           |
| Statistiques (buts)                |    |                   |       |                           |
| ARD                                | 5  | Nedim Remili      | 5/8   |                           |
| ARG                                | 6  | Olivier Nyokas    | NR    |                           |
| ARG                                | 8  | Daniel Narcisse   | 4/7   |                           |
| DC                                 | 13 | Nikola Karabatic  | 4/9   | Suspension                |
| ALG                                | 14 | Kentin Mahé       | NR    |                           |
| G                                  | 16 | Thierry Omeyer    | 0/1   |                           |
| ARG                                | 18 | William Accambray | NR    |                           |
| ALD                                | 19 | Luc Abalo         | 1/1   |                           |
| P                                  | 20 | Cédric Sorhaindo  | 3/4   |                           |
| ALG                                | 21 | Michaël Guigou    | 6/8   |                           |
| P                                  | 23 | Ludovic Fabregas  | 5/6   |                           |
| ARD                                | 27 | Adrien Dipanda    | 1/2   |                           |
| ALD                                | 28 | Valentin Porte    | 2/2   | Carton jaune · Suspension |
| ARD                                | 32 | Dika Mem          | NR    |                           |
| Entraîneur : D. Dinart et G. Gille |    |                   |       |                           |

| France | Statistiques   | Islande |
| ------ | -------------- | ------- |
| 31/48  | Buts marqués   | 25/42   |
| 65 %   | % réussite     | 60 %    |
| 2/2    | Jets de 7m     | 1/1     |
| 4 min  | Suspensions    | 8 min   |
| 1      | Cartons jaunes | 3       |
| 0      | Cartons rouges | 0       |
| 11/36  | Arrêts         | 7/38    |
| 31 %   | % d'arrêts     | 21 %    |

| Islande                     |    |                           |      |                         |
|                             |    |                           |      |                         |
| Statistiques (arrêts)       |    |                           |      |                         |
| G                           | 1  | Björgvin Páll Gústavsson  | 6/29 |                         |
| G                           | 12 | Aron Rafn Eðvarðsson      | 1/9  |                         |
| Statistiques (buts)         |    |                           |      |                         |
| G                           | 1  | Björgvin Páll Gústavsson  | 0/1  |                         |
| P                           | 3  | Kári Kristjánsson         | -    |                         |
| ARD                         | 5  | Rúnar Kárason             | 7/12 | Carton jaune            |
| ARD                         | 6  | Ásgeir Örn Hallgrímsson   | -    |                         |
| DC                          | 7  | Arnór Atlason             | 2/6  |                         |
| ALG                         | 9  | Guðjón Valur Sigurðsson   | -    |                         |
| LB                          | 13 | Ólafur Guðmundsson        | 4/9  | Carton jaune            |
| ALD                         | 14 | Arnór Þór Gunnarsson      | 2/2  | Suspension              |
| P                           | 21 | Arnar Freyr Arnarsson     | -    | Suspension · Suspension |
| ALG                         | 25 | Bjarki Már Elísson        | 3/3  |                         |
| P                           | 26 | Bjarki Már Gunnarsson     | 2/2  | Carton jaune            |
| DC                          | 27 | Gunnar Steinn Jónsson     | 1/2  | Suspension              |
| DC                          | 28 | Guðmundur Hólmar Helgason | -    |                         |
| ARD                         | 30 | Ómar Ingi Magnússon       | 1/2  |                         |
| DC                          | 33 | Janus Daði Smárason       | 3/3  |                         |
| Entraîneur : Geir Sveinsson |    |                           |      |                         |

Auteurs d'un excellent début de match, les Islandais prennent trois buts d'avance à la (5-2 à la 9e minute puis 7-4 à la 12e minute) mais la France parvient à revenir à 7-7 puis les deux équipes se tiennent au coude à coude pour arriver à la mi-temps avec un avantage d'un but pour la France (14-13). Au retour des vestiaires, les Français infligent un 6-1 au Islandais (20-14 à la 38e minute) puis maintiennent leur avance pour finalement s'imposer de 6 buts (Score final : 31-25).
Par ailleurs, à cette occasion, un nouveau record d'affluence pour un match de championnat du monde est établi avec 28 010 spectateurs.

### Quart de finale: victoire face à la Suède
| 24 janvier 2017 19h00 | France        | 33 - 30   | Suède              | Stade Pierre-Mauroy, Villeneuve-d'Ascq Affluence : 28 010 Arbitrage : López, Ramírez |
| 24 janvier 2017 19h00 | Kentin Mahé 9 | (15 - 16) | Jim Gottfridsson 7 | Stade Pierre-Mauroy, Villeneuve-d'Ascq Affluence : 28 010 Arbitrage : López, Ramírez |
| 24 janvier 2017 19h00 | ×3 ×5         | Rapport   | ×3 ×6              | Stade Pierre-Mauroy, Villeneuve-d'Ascq Affluence : 28 010 Arbitrage : López, Ramírez |

| France                             |    |                    |      |                           |
|                                    |    |                    |      |                           |
| Statistiques (arrêts)              |    |                    |      |                           |
| G                                  | 12 | Vincent Gérard     | 9/25 |                           |
| G                                  | 16 | Thierry Omeyer     | 2/15 |                           |
| Statistiques (buts)                |    |                    |      |                           |
| ARD                                | 5  | Nedim Remili       | 6/8  |                           |
| ARG                                | 6  | Olivier Nyokas     | NR   |                           |
| ARG                                | 8  | Daniel Narcisse    | 2/4  |                           |
| DC                                 | 13 | Nikola Karabatic   | 3/5  | Suspension · Suspension   |
| ALG                                | 14 | Kentin Mahé        | 9/10 | Suspension                |
| ARG                                | 17 | Timothey N'Guessan | 2/5  | Carton jaune              |
| ARG                                | 18 | William Accambray  | NR   |                           |
| ALD                                | 19 | Luc Abalo          | 1/2  |                           |
| P                                  | 20 | Cédric Sorhaindo   | 2/3  | Suspension                |
| ALG                                | 21 | Michaël Guigou     | 1/1  |                           |
| P                                  | 23 | Ludovic Fabregas   | 5/5  | Carton jaune · Suspension |
| ARD                                | 27 | Adrien Dipanda     | -    |                           |
| ALD                                | 28 | Valentin Porte     | 2/5  |                           |
| ARD                                | 32 | Dika Mem           | NR   |                           |
| Entraîneur : D. Dinart et G. Gille |    |                    |      |                           |

| France | Statistiques   | Suède  |
| ------ | -------------- | ------ |
| 33/48  | Buts marqués   | 30/45  |
| 69 %   | % réussite     | 67 %   |
| 7/7    | Jets de 7m     | 1/2    |
| 10 min | Suspensions    | 12 min |
| 3      | Cartons jaunes | 3      |
| 0      | Cartons rouges | 0      |
| 11/41  | Arrêts         | 12/45  |
| 27 %   | % d'arrêts     | 27 %   |

| Suède                           |     |                    |       |                                        |
|                                 |     |                    |       |                                        |
| Statistiques (arrêts)           |     |                    |       |                                        |
| G                               | 12  | Andreas Palicka    | 1/12  |                                        |
| G                               | 20, | Mikael Appelgren   | 11/32 |                                        |
| Statistiques (buts)             |     |                    |       |                                        |
| ARG                             | 5   | Simon Jeppsson     | 3/3   |                                        |
| DEF                             | 7   | Max Darj           | -     | Carton jaune · Suspension · Suspension |
| ALG                             | 9   | Jerry Tollbring    | 4/4   |                                        |
| ALD                             | 10  | Niclas Ekberg      | 4/7   |                                        |
| DC                              | 14  | Jesper Konradsson  | 1/1   |                                        |
| P                               | 18  | Fredric Pettersson | -     |                                        |
| G                               | 20, | Mikael Appelgren   | 0/1   |                                        |
| ALG                             | 21, | Emil Frend Öfors   | -     |                                        |
| ARD                             | 23  | Albin Lagergren    | 3/6   | Carton jaune                           |
| DC                              | 24  | Jim Gottfridsson   | 7/9   | Carton jaune · Suspension              |
| ARG                             | 28  | Philip Stenmalm    | 1/1   | Suspension                             |
| ALD                             | 32  | Mattias Zachrisson | 0/2   | Suspension                             |
| P                               | 35  | Andreas Nilsson    | 1/2   |                                        |
| P                               | 36  | Jesper Nielsen     | 1/1   | Suspension                             |
| ARG                             | 65  | Lukas Nilsson      | 5/8   |                                        |
| Entraîneur : Kristján Andrésson |     |                    |       |                                        |

### Demi-finale: victoire face à la Slovénie
| 26 janvier 2017 21h00 | France         | 31 - 25   | Slovénie       | AccorHotels Arena, Paris Affluence : 15 609 Arbitrage : Geipel, Helbig |
| 26 janvier 2017 21h00 | Nedim Remili 6 | (15 - 12) | Jure Dolenec 5 | AccorHotels Arena, Paris Affluence : 15 609 Arbitrage : Geipel, Helbig |
| 26 janvier 2017 21h00 | ×2 ×3          | Rapport   | ×3 ×2          | AccorHotels Arena, Paris Affluence : 15 609 Arbitrage : Geipel, Helbig |

| France |    |                    |       |                           |
|        |    | Gardiens :         |       |                           |
| G      | 12 | Vincent Gérard     | 16/39 |                           |
| G      | 16 | Thierry Omeyer     | 0/2   |                           |
|        |    | Joueurs de champ : |       |                           |
| ARD    | 5  | Nedim Remili       | 6/10  |                           |
| ARG    | 6  | Olivier Nyokas     | NR    |                           |
| DC     | 8  | Daniel Narcisse    | 4/5   |                           |
| G      | 12 | Vincent Gérard     | 0/1   |                           |
| DC     | 13 | Nikola Karabatic   | 3/7   |                           |
| ALG    | 14 | Kentin Mahé        | 4/4   |                           |
| ARG    | 17 | Timothey N'Guessan | 2/5   |                           |
| ARG    | 18 | William Accambray  | NR    |                           |
| ALD    | 19 | Luc Abalo          | 2/3   |                           |
| P      | 20 | Cédric Sorhaindo   | 1/2   |                           |
| ALG    | 21 | Michaël Guigou     | 0/2   |                           |
| P      | 23 | Ludovic Fabregas   | 3/3   | Suspension                |
| ARD    | 27 | Adrien Dipanda     | 1/1   | Suspension                |
| ARD    | 28 | Valentin Porte     | 5/6   | Carton jaune · Suspension |
| ARD    | 32 | Dika Mem           | NR    |                           |
|        |    | Entraîneur :       |       |                           |
|        |    | Didier Dinart      |       |                           |

| France | Statistiques   | Slovénie |
| ------ | -------------- | -------- |
| 31/52  | Buts marqués   | 25/47    |
| 60 %   | % réussite     | 53 %     |
| 1/2    | Jets de 7 m    | 3/3      |
| 6 min  | Suspensions    | 4 min    |
| 2      | Cartons jaunes | 3        |
| 0      | Cartons rouges | 0        |
| 16/41  | Arrêts         | 12/43    |
| 39 %   | % d'arrêts     | 28 %     |

| Slovénie |    |                    |       |              |
|          |    | Gardiens :         |       |              |
| G        | 1  | Matevž Skok        | 10/26 |              |
| G        | 90 | Urban Lesjak       | 2/7   |              |
|          |    | Joueurs de champ : |       |              |
| P        | 3  | Blaž Blagotinšek   | 1/2   |              |
| ARG      | 5  | Nik Henigman       | -     |              |
| ALD      | 6  | Gašper Marguč      | 3/4   |              |
| ARD      | 7  | Vid Kavtičnik      | 2/5   |              |
| ALD      | 8  | Blaž Janc          | 3/4   | Suspension   |
| ARD      | 11 | Jure Dolenec       | 5/9   |              |
| ALG      | 13 | Darko Cingesar     | 3/4   | Carton jaune |
| P        | 15 | Vid Poteko         | 0/1   | Carton jaune |
| ALG      | 20 | Tilen Kodrin       | -     |              |
| P        | 22 | Matej Gaber        | 3/3   |              |
| DC       | 25 | Marko Bezjak       | 2/5   | Suspension   |
| ARG      | 30 | Jan Grebenc        | 2/5   |              |
| DC       | 32 | Miha Zarabec       | 1/1   | Carton jaune |
| ARG      | 51 | Borut Mačkovšek    | 0/4   |              |
|          |    | Entraîneur :       |       |              |
|          |    | Veselin Vujović    |       |              |

### Finale: victoire face à la Norvège
| 29 janvier 2017 17h30 | France             | 33 - 26   | Norvège               | AccorHotels Arena, Paris Affluence : 15 609 Arbitrage : Martin Gjeding, Mads Hansen |
| 29 janvier 2017 17h30 | Nikola Karabatic 6 | (18 - 17) | Kent Robin Tønnesen 5 | AccorHotels Arena, Paris Affluence : 15 609 Arbitrage : Martin Gjeding, Mads Hansen |
| 29 janvier 2017 17h30 | ×2 ×1              | Rapport   | ×4 ×2                 | AccorHotels Arena, Paris Affluence : 15 609 Arbitrage : Martin Gjeding, Mads Hansen |

| Composition:    |               |               |                    |               |            |
|                 | GB            | 12            | Vincent Gérard     | 11/27         |            |
|                 | GB            | 16            | Thierry Omeyer     | 2/12          |            |
|                 | ARD           | 5             | Nedim Remili       | 4/12          |            |
|                 | ARG           | 6             | Olivier Nyokas     | X             |            |
|                 | DC            | 8             | Daniel Narcisse    | 2/4           |            |
|                 | DC            | 13            | Nikola Karabatic   | 6/9           |            |
|                 | ALG           | 14            | Kentin Mahé        | 5/6           |            |
|                 | ARG           | 17            | Timothey N'Guessan | 0/1           |            |
|                 | ARG           | 18            | William Accambray  | X             |            |
|                 | ALD           | 19            | Luc Abalo          | 1/1           |            |
|                 | P             | 20            | Cédric Sorhaindo   | 3/5           |            |
|                 | ALG           | 21            | Michaël Guigou     | 5/6           |            |
|                 | P             | 23            | Ludovic Fabregas   | 2/3           | Suspension |
|                 | ARD           | 27            | Adrien Dipanda     |               | Averti     |
|                 | ARD           | 28            | Valentin Porte     | 5/6           |            |
|                 | ARD           | 32            | Dika Mem           | X             |            |
| Sélectionneur : |               |               |                    |               |            |
| Didier Dinart   | Didier Dinart | Didier Dinart | Didier Dinart      | Didier Dinart | Averti     |

| France | Statistiques   | Norvège |
| ------ | -------------- | ------- |
| 33/63  | Buts marqués   | 26/46   |
| 62 %   | % réussite     | 57 %    |
| 5/7    | Jets de 7 m    | 0/0     |
| 2 min  | Suspensions    | 4 min   |
| 2      | Cartons jaunes | 4       |
| 0      | Cartons rouges | 0       |
| 13/39  | Arrêts         | 17/50   |
| 33 %   | % d'arrêts     | 34%     |

| Composition:    |                 |                 |                          |                 |                     |
|                 | GB              | 16              | Espen Christensen        | 4/8             |                     |
|                 | GB              | 30              | Torbjørn Bergerud        | 13/42           |                     |
|                 | DC              | 5               | Sander Sagosen           | 1/5             |                     |
|                 | P               | 7               | Joakim Hykkerud          | 0/1             |                     |
|                 | P               | 8               | Bjarte Myrhol            | 4/6             |                     |
|                 | P               | 9               | Petter Øverby            | X               |                     |
|                 | ARD             | 15              | Kent Robin Tønnesen      | 5/5             | Suspension          |
|                 | ALG             | 17              | Magnus Jøndal            | 2/3             | Averti              |
|                 | ALD             | 19              | Kristian Bjørnsen        | 4/5             |                     |
|                 | ALG             | 20              | André Lindboe            | X               |                     |
|                 | P               | 21              | Magnus Gullerud          | 1/2             |                     |
|                 | ARD             | 23              | Magnus Abelvik Rød       | X               |                     |
|                 | DC              | 24              | Christian O'Sullivan     | 1/3             | Averti · Suspension |
|                 | ARD             | 25              | Eivind Tangen            | 3/8             |                     |
|                 | ARG             | 26              | Gøran Søgard Johannessen | 1/1             |                     |
|                 | ARG             | 89              | Espen Lie Hansen         | 4/7             | Averti              |
| Sélectionneur : |                 |                 |                          |                 |                     |
| Christian Berge | Christian Berge | Christian Berge | Christian Berge          | Christian Berge | Averti              |

| → Légende: ALD: Ailier droite, ALG: Ailier gauche, ARD: Arrière droit, ARG: Arrière gauche, DC: Demi-centre, GB: Gardien de but, P: Pivot, X: N'a pas joué |

## Statistiques et récompenses

### Équipe-type
Trois joueurs français ont été élus dans l'équipe-type de la compétition :
- Meilleur joueur : Nikola Karabatic
- Meilleur gardien de but : Vincent Gérard
- Meilleur arrière droit : Nedim Remili

### Buteurs
| Rang  | Joueur             | Tot. | Tirs | %    | 7m      | MJ | Moy. | Carton jaune | Suspension | Carton rouge | Temps de jeu    |
| ----- | ------------------ | ---- | ---- | ---- | ------- | -- | ---- | ------------ | ---------- | ------------ | --------------- |
| 1     | Kentin Mahé        | 37   | 50   | 74 % | 18 / 24 | 9  | 4,1  | -            | 1          | -            | 2 h 56 min 19 s |
| 1     | Nedim Remili       | 37   | 61   | 61 % | 1 / 1   | 9  | 4,1  | -            | 2          | -            | 4 h 58 min 21 s |
| 3     | Nikola Karabatic   | 31   | 53   | 58 % | -       | 9  | 3,4  | 2            | 4          | -            | 6 h 4 min 3 s   |
| 4     | Ludovic Fabregas   | 30   | 33   | 91 % | -       | 9  | 3,3  | 4            | 5          | 1            | 6 h 15 min 59 s |
| 5     | Michaël Guigou     | 27   | 36   | 75 % | 5 / 9   | 9  | 3,0  | -            | -          | -            | 5 h 5 min 33 s  |
| 6     | Valentin Porte     | 25   | 33   | 76 % | -       | 9  | 2,8  | 3            | 6          | -            | 6 h 1 min 50 s  |
| 7     | Cédric Sorhaindo   | 21   | 30   | 70 % | -       | 9  | 2,3  | 1            | 3          | -            | 5 h 43 min 18 s |
| 8     | Daniel Narcisse    | 18   | 34   | 53 % | -       | 9  | 2,0  | -            | -          | -            | 3 h 16 min 10 s |
| 9     | Adrien Dipanda     | 15   | 24   | 63 % | -       | 9  | 1,7  | 2            | 1          | -            | 2 h 23 min 46 s |
| 10    | Olivier Nyokas     | 12   | 18   | 67 % | -       | 9  | 1,3  | -            | -          | -            | 1 h 56 min 17 s |
| 11    | Luc Abalo          | 12   | 21   | 57 % | 0 / 1   | 9  | 1,3  | 1            | -          | -            | 4 h 57 min 29 s |
| 12    | Timothey N'Guessan | 7    | 19   | 37 % | -       | 7  | 1,0  | 2            | 1          | -            | 2 h 14 min 10 s |
| 13    | William Accambray  | 6    | 13   | 46 % | -       | 9  | 0,7  | -            | 3          | -            | 1 h 34 min 59 s |
| 14    | Dika Mem           | 2    | 3    | 66 % | -       | 6  | 0,3  | -            | -          | -            | 0 h 15 min 31 s |
| 15    | Luka Karabatic     | 1    | 2    | 50 % | -       | 2  | 0,5  | 1            | 1          | -            | 0 h 45 min 40 s |
| 16    | Vincent Gérard     | 1    | 2    | 50 % | -       | 9  | 0,1  | -            | -          | -            | 3 h 56 min 39 s |
| 17    | Thierry Omeyer     | 0    | 3    | 0 %  | -       | 9  | 0    | -            | -          | -            | 4 h 33 min 56 s |
| Total | Total              | 282  | 435  | 65 % | 24 / 35 | -  | 31,3 | 20           | 27         | 1            | -               |

Yanis Lenne a accompagné l'équipe toute la compétition, mais n'a jamais été inscrit sur une feuille de match (donc a fortiori n'a eu aucun temps de jeu).

### Gardiens de but
| Rang  | Nom            | %    | Arrêts | Tirs | MJ | Moy. | Temps de jeu    |
| ----- | -------------- | ---- | ------ | ---- | -- | ---- | --------------- |
| 1     | Vincent Gérard | 40 % | 62     | 155  | 9  | 6,9  | 3 h 56 min 39 s |
| 2     | Thierry Omeyer | 33 % | 57     | 172  | 9  | 6,3  | 4 h 33 min 56 s |
| Total | Total          | 36 % | 120    | 338  | -  | 13,3 | -               |